# Station Wilferdingen-Singen
Station Wilferdingen-Singen is een spoorwegstation in de Duitse plaats Remchingen.